# SpaceNews
SpaceNews est une revue anglophone américaine disponible en formats papier mensuel et numérique, qui couvre l'actualité économique et politique de l'industrie spatiale. SpaceNews fournit des informations, des commentaires et des analyses à un public de responsables gouvernementaux, de politiciens et de cadres de ce secteur. Elle détaille des sujets dans les secteurs civil, militaire, spatial et des communications par satellite.
SpaceNews couvre les actualités spatiales importantes en Amérique du Nord, Europe, Asie, Afrique, Amérique du Sud et au Moyen-Orient, de la NASA, de l'Agence spatiale européenne et de sociétés privées telles qu'Arianespace, International Launch Services, SpaceX et United Launch Alliance. Le magazine présente régulièrement des profils sur des personnalités pertinentes et importantes de l'industrie spatiale. Ces profils ont mis en vedette de nombreux dirigeants gouvernementaux, dirigeants d'entreprises et autres experts spatiaux avertis, dont les administrateurs de la NASA Richard Truly, Daniel Goldin, Sean O'Keefe, Michael Griffin et Charles F. Bolden,.
Fondée en 1989, SpaceNews publie son magazine phare 12 fois par an. Brian Berger, un journaliste qui a rejoint SpaceNews en 1998 pour couvrir l'activité de la NASA et celle concernant les lanceurs réutilisables, a été nommé rédacteur en chef en janvier 2016.
SpaceNews produit et publie plusieurs newsletters électroniques, dont First Up, First Up Satcom, SN Military Space et SpaceNews This Week.
SpaceNews produit également l'émission officielle quotidienne du Space Symposium (en), une conférence spatiale civile, militaire et commerciale que la Space Foundation organise chaque année à Colorado Springs dans le Colorado. Il s'agit d'une publication imprimée de format tabloïd distribuée aux participants pendant la conférence. En 2018, SpaceNews a commencé à produire un journal pour la Conference on Small Satellites (« Conférence sur les petits satellites ») de l'AIAA et de l'Université d'État de l'Utah, tenue chaque année au mois d'août sur le campus de celle-ci, à Logan.
SpaceNews appartenait à l'origine à l'Army Times Publishing Company, qui a été acquise par Gannett en 1997. En 2000, la société mère de Space.com (portant le même nom à l'époque, rebaptisée plus tard Imaginova (en)) a acquis le média. SpaceNews appartient depuis juin 2012 à Pocket Ventures,,.